# Mapinguari politus
Mapinguari politus is een vliegensoort uit de familie Mydidae. De wetenschappelijke naam van de soort is, geplaatst in het geslacht Midas, voor het eerst geldig gepubliceerd in 1828 door Wiedemann.
De soort komt voor in Brazilië en Suriname.